# ۲سی-تی-۴
۲ث-ت-۴ (به انگلیسی: 2C-T-4) با فرمول شیمیایی C۱۳H۲۱NO۲S یک ترکیب شیمیایی است. که جرم مولی آن ۲۵۵٫۳۸ g/mol می‌باشد. 